# 妇女进疆
妇女进疆或称女兵进疆，是1950年代发生在新疆的历史事件。自1949年9月在甘肃征召女兵开始，解放军新疆部队通过招收女兵、迎接女性家属、招募职工等方式，在1950年代大量吸收女性到新疆参军、工作，用以解决军队男性婚姻问题。除女兵外，当时进疆女性又被称为新疆建设妇女:150。
在1950年與1952年，曾有7千多名湖南年輕学生女性入疆参军，称八千湘女上天山，湘女因同名书籍出版和纪念活动而广泛纪念。1953年，中央军委计划，在1953年至1958年间输送十万女性进疆。到1954年时，已从华东、山东等地招收万余名女兵入疆。其中，有1.6万名山东女兵、妇女入疆。1955年之后，由于支边青年和知识青年大规模进入新疆，中央军委的计划实际停止实施。
女性个人应招入疆的目地，多为获得工作、学习机会，寻求个人“解放”、改变阶级坏出身。但在女兵婚姻问题上，部队领导普遍存在使用各种强迫手段进行包办婚姻的问题。即使对妇女进疆持正面态度的研究者仍指出，“国家政治动员下的进疆，并没有从根本上实现个体意义上的妇女解放”。同时，“在国家父权制的框架下延续了传统的男性的特权”，“一定程序上使社会性别等级秩序得到了进一步的固化”。

## 經過
1949年9月新疆和平解放。10月5日，中国人民解放军第一野战军第一兵团在酒泉召开进疆誓师大会，王震宣布10日开始向新疆进军。此前，入疆部队在甘肃时，已开始征召女兵。此批在陕西、甘肃、新疆招收的女兵，共有一千多名。
《八千湘女上天山》一书指，当时部队为解决官兵婚姻问题，提出“家里有老婆的、订了婚的，可以送来；家里既没有结婚又没有订婚的，父母亲戚能给你订一个的也可以送来；路费等一切由公家负担”，但最终解决办法，是从内地吸引妇女进疆。1950年，王震委派熊晃前往湖南招收女兵。当时王震给湖南省委书记黄克诚、湖南省人民政府主席王首道的信中，表明征招女兵的目地、要求：解决屯垦、戍边部队军人的婚姻问题。女兵最低年龄18岁，初高中文化程度，未婚，有过婚史但已离婚的也行。不计家庭成分。女兵入疆后，参加新疆建设，“繁衍人口，与我部队将士同建繁荣富强的新疆。” 而湖南出現的招兵廣告，以高待遇吸引年輕女性。卻未涉及「結婚」、「生兒育女」、「路途遥远」、「新疆条件艰苦」等不利方面。宣传与实际境遇的差异造成了巨大的落差。对进疆妇女进行过访谈的研究者，指女性选择进疆，是为获得工作、学习机会，是摆脱传统社会女性身份限止、寻求个人出路的自主选择。但相关部门没有将妇女权利给予优先考虑。
女兵抵达新疆后，通过组织介绍，认识对象，结成夫妻是常见现象，根据1952年参军的湖南女兵戴庆嫒回忆，她们被組織決定和誰結婚后，就不敢说不服从命令，所以她们都服从这个结婚的命令。《八千湘女上天山》一书提及的女兵大都遇到此类“联谊”式的相亲。相对18岁左右的女兵，结婚对象的年龄通常在30岁以上，是年紀大十餘年的男人。一些女兵不接受组织安排的结婚对象后，发生了各种各样的恶性事件。据《八千湘女上天山》的记述，有一名姓胡的团长因为婚姻问题把一个女兵逼自杀的事情。“有文化的湖南女兵”不愿接受年龄过大结婚对象的现象等。又戴庆媛回忆，1951年3月，在哈密，有一个长沙女兵拒绝一个营长求爱后被该营长槍殺，也有女兵被逼嫁喪偶大20岁的老幹部結婚當晚就瘋掉的。王震本人亲自处理，聂姓团长强迫湖南女兵结婚的事件中，聂姓团长强迫一个湘女与他结婚，湘女不同意，他就提着驳壳枪威胁，王震接受女兵控诉，处分聂团长的同时，让他自己到湖南找妻子。同时，《八千湘女上天山》也提及进疆军人在甘肃张掖成婚的个案，出生贫苦、年轻的地主家“丫环”高兴的接受45岁的结婚对象。
各部队对不愿接受组织包办婚姻、坚持自由恋爱的女兵会采取各种方式施压。有些部队通过不断地劝说，进行心理施压；有些部队通过岗位调动，以处境艰苦的岗位惩罚女兵。2009年，网易采访湖南女兵李明时，李明回忆，在婚姻问题上，部队领导经过数次谈话，就可使意志薄弱的女兵屈服。文化程度高、意志坚定的女兵，则无法使用这种方法强求。多数女兵为了自由恋爱的权利抗争过。她本人则是拒绝了三个领导介绍的对象，自由恋爱结婚。《八千湘女上天山》 书中，采访一名叫做李蔚花的女兵，她曾考上军政大学，因为不服从组织安排的婚姻，被罚到新藏公路当差。
1951年冬，王震派人到华北和华东招收女兵。其中，从华东野战军医院征调山东籍未婚女医护军人2000余名。1952年初，解放军第22兵团总务处长刘锡宪向王震反映，湖南女兵过于年轻，与部队老同志并不适合，不愿结婚。刘锡宪建议，找农村姑娘，最好是丧偶妇女。因山东是老战场，很多男人在战争中死亡。王震决定在山东寻找农村丧偶妇女。但此批招入的山东女兵多是18岁左右的女孩子，出现与湖南女兵同样的问题。
1953年，驻疆部队开始整编，分编为国防军和生产部队。国防部队4.15万人，生产部队13.5万人。当年6月，《新疆军区请求输送妇女入疆的报告》称：部队人员年龄偏大，未婚，强烈要求解决婚姻家庭问题。生产部队13.5万人，家属小孩1.95万人，未婚女青年0.6万人，因此要解决部队婚姻问题，尚缺10万妇女。7月，中央军委作出《军委关于输送妇女入疆的五年计划之初步意见》：1953--1958五年内，川鄂湘豫冀鲁陕甘等省，输送10万妇女入疆。年龄18至30岁，寡妇可以带孩子。路途住宿就餐医疗等费用，由新疆军区预算向总后勤部报销。新疆军区在兰州，西安设接待站。战士在内地的妻子、未婚妻，由当地政府送至西安接待站，转抵迪化的2753公里费用由公家承担。10月28日，新疆军区下发《关于生产部队妇女工作待遇问题的若干规定》，1953年以后进疆妇女，除知识分子参军的状况外，不再给予军籍。
1954年初，新疆建设妇女工作总队原计划在山东的文登、莱阳专区招收5000名建设妇女进疆，实际招收7000人。在3月至4月间，分为五批、每批三个大队进入新疆。实际抵疆人数为7718人，6528名妇女所携带的子女数为1190人（7岁以下683人，8岁以上507人）。此批进疆妇女的个案中，时年31岁的山东妇女宋巧菁带着3个孩子进疆，分配至石河子农八师医院工作，并重组家庭。当年10月7日，新疆军区生产建设兵团成立，17.5万人中，妇女占4万余人。有研究者统计，1952年和1954年，山东籍的入疆妇女为1.6万人（女兵1万人左右、妇女6528人）。
1955年，一批妓女在从上海劳动教养所改造后“自愿报名”前往新疆参军，与建设兵团的士兵完婚。

## 纪念设施（湘女）
- 石河子市南山陵园
  - “英雄母亲——已故湘女永垂不朽”墓碑：2005年前由石河子湘藉女兵集资5000多元，为40多位已故战友修建[2]
  - “献给为保卫边疆建设边疆——奋斗终身的湘女”纪念碑：2009年湖南人民广播电台捐资7万余元，用长沙运抵的汉白玉制成，占地4平方米[3][4]
- 湖南省长沙市湘江风光带雕塑广场：天山湘女石[5]

2006年1月，湖南长沙市银盘路口的湘江风光带雕塑广场设置了一块80吨重以上的青灰色巨石，从新疆哈密运抵。湖南经视现场直播迎接天山湘女石抵湘仪式，并邀请中国著名的雕塑大师米丘对湘女石进行雕刻
- 湖南援疆策划建设：“天山芙蓉·八千湘女上天山”新疆生产建设兵团第十二师二二一团常设历史陈列[8][9][10][11]

## 书籍
- 卢一萍  《八千湘女上天山》 北京十月文艺出版社[12] ISBN 9787530208304
- 姚勇 《湘鲁女兵在新疆》光明日报出版社[13] ISBN 9787511227423